# Немања Супић
Немања Супић (Гацко, 12. јануар 1982) је бивши босанскохерцеговачки фудбалски голман.

## Клупска каријера
Каријеру је започео у Младости из родног Гацка. Касније је у Србији наставио да игра у Радничком из Обреновца, Бежанији, Земуну, Чукаричком. У сезони 2007/08. је у дресу Вождовца бранио на 30 утакмица у Првој лиги Србије, а у наредној 2008/09. сезони је као играч Јавора одиграо исти број утакмица али у Суперлиги Србије.
Супић у јуну 2009. прелази у кипарски Анортозис. У екипи Анортозиса се кратко задржао. Бранио је на четири утакмице у квалификацијама за Лигу Европе, међутим након што је клуб неочекивано елиминисан већ у другом колу од Петровца, Кипрани су раскинули сарадњу са Супићем. У септембру 2009. прелази у Политехнику из Темишвара. За румунски клуб је одиграо само један првенствени меч. Почетком 2011. се вратио у Јавор, у чијем дресу је током пролећног дела сезоне одиграо 11 утакмица у Суперлиги Србије.
У јуну 2011. је потписао уговор са Војводином. У новосадском клубу је провео наредне две сезоне, током којих је одиграо 54 првенствене утакмице. У августу 2013, се прикључио екипи Новог Пазара, где је провео само једну полусезону током је наступио на 11 утакмица. У јануару 2014. се прикључио екипи Вождовца, где је провео наредних годину и по дана током којих је одиграо 38 првенствених утакмица.
Крајем августа 2015. је потписао уговор са Црвеном звездом. У екипи Црвене звезде је био резервни голман, па је у наредне четири сезоне наступио на само четири првенствене утакмице. Са црвено-белима је освојио три титуле првака Србије, а након завршетка сезоне 2018/19. је окончао играчку каријеру.

## Репрезентативна каријера
У марту 2009, Супић је по први пут добио позив репрезентације Босне и Херцеговине. Селектор Мирослав Блажевић га је уврстио на списак играча за квалификационе утакмице за СП 2010. против Белгије (28. марта у Генку и 1. априла у Зеници). Репрезентација БиХ је остварила победе у обе утакмице, а Супић је пружио одличне партије на оба сусрета. За национални тим је наступио на укупно осам мечева.

## Трофеји
Црвена звезда
- Првенство Србије (3) : 2015/16, 2017/18, 2018/19.